# Lodja
Lodja ist eine Stadt in der Provinz Sankuru im geographischen Zentrum der Demokratischen Republik Kongo. 
Laut einer Kalkulation im Jahr 2010 beträgt die Einwohnerzahl von Lodja 61.689.

## Verkehr
Die Stadt ist durch den Flughafen Lodja (IATA-Code: LJA) an das nationale Flugnetz angeschlossen. Dieser befindet sich 502 m über dem Meeresspiegel.

## Persönlichkeiten
- Albert Tshomba Yungu (1928–1997), römisch-katholischer Geistlicher, Bischof von Tshumbe
- Lambert Mende  (* 1953), Politiker, Minister und Regierungssprecher